# Aristodem d'Elis
Aristodem d'Elis (en llatí Aristodemus, en grec Ἀριστόδημος) va ser un escriptor grec mencionat per Harpocració. Probablement és el mateix que també mencionen Tertulià i Eusebi. Ateneu parla d'un Aristodem com a autor d'un comentari sobre Píndar que podria ser aquest mateix o un dels dos, Aristodem de Nisa el jove o Aristodem de Nisa el vell.